# 钟萼鼠尾草
钟萼鼠尾草（学名：Salvia campanulata）为唇形科鼠尾草属的植物。分布于印度、尼泊尔以及中国大陆的云南等地，生长于海拔2,300米的地区，常生长在林缘。

## 变种
- 截萼钟萼鼠尾草（学名：Salvia campanulata var. codonantha），分布在缅甸以及中国大陆的云南等地，生长于海拔2,800米至3,800米的地区，多生在沟边杂木林内或山坡路旁草丛中。
- 裂萼钟萼鼠尾草（学名：Salvia campanulata var. fissa），分布在印度以及中国大陆的云南等地。
- 微硬毛钟萼鼠尾草（学名：Salvia campanulata var. hirtella），分布在中国大陆的云南、西藏等地，生长于海拔2,800米的地区，多生长于阴蔽谷地。